# Зарница (Витебская область)
Зарница (бел. Зарні́ца) — посёлок в Городокском районе Витебской области Белоруссии. Входит в состав Бычихинского сельсовета.
Находится в 1 версте к югу от деревни Лахи.